# Éliminatoires de la Coupe d'Afrique des nations de football 2023
Navigation
Éliminatoires CAN 2021 Éliminatoires CAN 2025
Les éliminatoires de la Coupe d'Afrique des nations de football 2023 mettent aux prises 54 équipes nationales africaines afin de qualifier 24 formations pour disputer la phase finale, en plus de la Côte d'Ivoire qualifiée d'office en tant que pays hôte.

## Calendrier
Les matchs des éliminatoires se sont déroulés du 30 mai 2022 au 28 mars 2023.
| Nom               | Tirage au sort  | Journée   | Dates               | Nombre de participants |
| ----------------- | --------------- | --------- | ------------------- | ---------------------- |
| Tour préliminaire | 21 janvier 2022 | Aller     | 23-24 mars 2022     | 12                     |
| Tour préliminaire | 21 janvier 2022 | Retour    | 27-29 mars 2022     | 12                     |
| Phase de groupes  | 19 avril 2022   | Journée 1 | 1er-13 juin 2022    | 48                     |
| Phase de groupes  | 19 avril 2022   | Journée 2 | 1er-13 juin 2022    | 48                     |
| Phase de groupes  | 19 avril 2022   | Journée 3 | 22-24 mars 2023     | 48                     |
| Phase de groupes  | 19 avril 2022   | Journée 4 | 26-29 mars 2023     | 48                     |
| Phase de groupes  | 19 avril 2022   | Journée 5 | 14-20 juin 2023     | 48                     |
| Phase de groupes  | 19 avril 2022   | Journée 6 | 4-12 septembre 2023 | 48                     |

## Tour préliminaire
Le tirage au sort a lieu le vendredi 21 janvier 2022 à Douala (Cameroun). Les 12 équipes ayant le moins bon classement FIFA disputent des matchs aller-retour du 21 au 29 mars 2022. Les 6 qualifiés rejoindront les 42 sélections exemptées de tour préliminaire pour participer à la phase de groupes des éliminatoires .
| Chapeau 1                                                                | Chapeau 2                                                                         |
| ------------------------------------------------------------------------ | --------------------------------------------------------------------------------- |
| 1. Lesotho 2. Eswatini 3. Botswana 4. Gambie 5. Soudan du Sud 6. Maurice | 1. Tchad 2. Sao Tomé-et-Principe 3. Djibouti 4. Somalie 5. Seychelles 6. Érythrée |

| Équipe               | Aller | Total   | Retour | Équipe        |
| -------------------- | ----- | ------- | ------ | ------------- |
| Érythrée             | Ann.  | Forfait | Ann.   | Botswana      |
| Sao Tomé-et-Principe | 1 - 0 | 4 - 3   | 3 - 3  | Maurice       |
| Djibouti             | 2 - 4 | 2 - 5   | 0 - 1  | Soudan du Sud |
| Seychelles           | 0 - 0 | 1 - 3   | 1 - 3  | Lesotho       |
| Somalie              | 0 - 3 | 1 - 5   | 1 - 2  | Eswatini      |
| Tchad                | 0 - 1 | 2 - 3   | 2 - 2  | Gambie        |

## Chapeaux
Le tirage au sort a lieu le 19 avril 2022. Les quarante-huit équipes sont réparties en douze dans quatre chapeaux.
| Chapeau 1 | Chapeau 2 | Chapeau 3 | Chapeau 4 |
| --- | --- | --- | --- |
| 1. Sénégal 2. Maroc 3. Nigeria 4. Égypte 5. Tunisie 6. Cameroun 7. Algérie 8. Mali 9. Côte d'Ivoire 10. Burkina Faso 11. Ghana 12. RD Congo | 1. Afrique du Sud 2. Cap-Vert 3. Guinée 4. Gabon 5. Bénin 6. Ouganda 7. Zambie 8. Congo 9. Guinée équatoriale 10. Madagascar 11. Kenya 12. Sierra Leone | 1. Namibie 2. Mauritanie 3. Guinée-Bissau 4. Niger 5. Libye 6. Mozambique 7. Malawi 8. Togo 9. Zimbabwe 10. Gambie 11. Angola 12. Comores | 1. Tanzanie 2. Centrafrique 3. Soudan 4. Rwanda 5. Burundi 6. Éthiopie 7. Eswatini 8. Lesotho 9. Botswana 10. Liberia 11. Soudan du Sud 12. Sao Tomé-et-Principe |

## Phase de groupes

### Groupe A
| Rang | Équipe               | Pts | J | G | N | P | Bp | Bc | Diff |  | Résultats (▼ dom., ► ext.) |      |     |     |     |
| ---- | -------------------- | --- | - | - | - | - | -- | -- | ---- |  | -------------------------- | ---- | --- | --- | --- |
| 1    | Nigeria              | 15  | 6 | 5 | 0 | 1 | 22 | 4  | +18  |  | Nigeria                    |      | 0-1 | 2-1 | 6-0 |
| 2    | Guinée-Bissau        | 12  | 6 | 4 | 1 | 1 | 11 | 5  | +6   |  | Guinée-Bissau              | 0-1  |     | 2-1 | 5-1 |
| 3    | Sierra Leone         | 5   | 6 | 1 | 2 | 3 | 10 | 11 | -1   |  | Sierra Leone               | 2-3  | 2-2 |     | 2-2 |
| 4    | Sao Tomé-et-Principe | 1   | 6 | 0 | 2 | 4 | 3  | 26 | -23  |  | Sao Tomé-et-Principe       | 0-10 | 0-1 | 0-2 |     |

### Groupe B
| Rang | Équipe       | Pts | J | G | N | P | Bp | Bc | Diff |  | Résultats (▼ dom., ► ext.) |     |     |     |     |
| ---- | ------------ | --- | - | - | - | - | -- | -- | ---- |  | -------------------------- | --- | --- | --- | --- |
| 1    | Burkina Faso | 11  | 6 | 3 | 2 | 1 | 8  | 5  | +3   |  | Burkina Faso               |     | 2-0 | 1-0 | 0-0 |
| 2    | Cap-Vert     | 10  | 6 | 3 | 1 | 2 | 8  | 6  | +2   |  | Cap-Vert                   | 3-1 |     | 2-0 | 0-0 |
| 3    | Togo         | 8   | 6 | 2 | 2 | 2 | 8  | 8  | 0    |  | Togo                       | 1-1 | 3-2 |     | 2-2 |
| 4    | Eswatini     | 3   | 6 | 0 | 3 | 3 | 3  | 8  | -5   |  | Eswatini                   | 1-3 | 0-1 | 0-2 |     |

### Groupe C
| Rang | Équipe   | Pts | J | G | N | P | Bp | Bc | Diff |  | Résultats (▼ dom., ► ext.) |      |      |      |      |
| ---- | -------- | --- | - | - | - | - | -- | -- | ---- |  | -------------------------- | ---- | ---- | ---- | ---- |
| 1    | Cameroun | 7   | 4 | 2 | 1 | 1 | 6  | 3  | +3   |  | Cameroun                   |      | 1-1  | 3-0  | Ann. |
| 2    | Namibie  | 5   | 4 | 1 | 2 | 1 | 6  | 6  | 0    |  | Namibie                    | 2-1  |      | 1-1  | Ann. |
| 3    | Burundi  | 4   | 4 | 1 | 1 | 2 | 4  | 7  | -3   |  | Burundi                    | 0-1  | 3-2  |      | Ann. |
| 4    | Kenya    | 0   | 0 | 0 | 0 | 0 | 0  | 0  | 0    |  | Kenya                      | Ann. | Ann. | Ann. |      |

### Groupe D
| Rang | Équipe   | Pts | J | G | N | P | Bp | Bc | Diff |  | Résultats (▼ dom., ► ext.) |     |     |     |     |
| ---- | -------- | --- | - | - | - | - | -- | -- | ---- |  | -------------------------- | --- | --- | --- | --- |
| 1    | Égypte   | 15  | 6 | 5 | 0 | 1 | 10 | 3  | +7   |  | Égypte                     |     | 1-0 | 2-0 | 1-0 |
| 2    | Guinée   | 10  | 6 | 3 | 1 | 2 | 9  | 7  | +2   |  | Guinée                     | 1-2 |     | 1-0 | 2-0 |
| 3    | Malawi   | 5   | 6 | 1 | 2 | 3 | 4  | 10 | -6   |  | Malawi                     | 0-4 | 2-2 |     | 2-1 |
| 4    | Éthiopie | 4   | 6 | 1 | 1 | 4 | 5  | 8  | -3   |  | Éthiopie                   | 2-0 | 2-3 | 0-0 |     |

### Groupe E
| Rang | Équipe       | Pts | J | G | N | P | Bp | Bc | Diff |  | Résultats (▼ dom., ► ext.) |     |     |     |     |
| ---- | ------------ | --- | - | - | - | - | -- | -- | ---- |  | -------------------------- | --- | --- | --- | --- |
| 1    | Ghana        | 12  | 6 | 3 | 3 | 0 | 8  | 3  | +5   |  | Ghana                      |     | 1-0 | 2-1 | 3-0 |
| 2    | Angola       | 9   | 6 | 2 | 3 | 1 | 6  | 5  | +1   |  | Angola                     | 1-1 |     | 2-1 | 0-0 |
| 3    | Centrafrique | 7   | 6 | 2 | 1 | 3 | 9  | 7  | +2   |  | Centrafrique               | 1-1 | 1-2 |     | 2-0 |
| 4    | Madagascar   | 3   | 6 | 0 | 3 | 3 | 1  | 9  | -8   |  | Madagascar                 | 0-0 | 1-1 | 0-3 |     |

### Groupe F
| Rang | Équipe   | Pts | J | G | N | P | Bp | Bc | Diff |  | Résultats (▼ dom., ► ext.) |     |     |     |     |
| ---- | -------- | --- | - | - | - | - | -- | -- | ---- |  | -------------------------- | --- | --- | --- | --- |
| 1    | Algérie  | 16  | 6 | 5 | 1 | 0 | 9  | 2  | +7   |  | Algérie                    |     | 0-0 | 2-0 | 2-1 |
| 2    | Tanzanie | 8   | 6 | 2 | 2 | 2 | 3  | 4  | -1   |  | Tanzanie                   | 0-2 |     | 0-1 | 1-0 |
| 3    | Ouganda  | 7   | 6 | 1 | 1 | 3 | 5  | 6  | -1   |  | Ouganda                    | 1-2 | 0-1 |     | 1-1 |
| 4    | Niger    | 2   | 6 | 0 | 2 | 4 | 3  | 8  | -5   |  | Niger                      | 0-1 | 1-1 | 0-2 |     |

### Groupe G
| Rang | Équipe        | Pts | J | G | N | P | Bp | Bc | Diff |  | Résultats (▼ dom., ► ext.) |     |     |     |     |
| ---- | ------------- | --- | - | - | - | - | -- | -- | ---- |  | -------------------------- | --- | --- | --- | --- |
| 1    | Mali          | 15  | 6 | 5 | 0 | 1 | 15 | 2  | +13  |  | Mali                       |     | 2-0 | 4-0 | 4-0 |
| 2    | Gambie        | 10  | 6 | 3 | 1 | 2 | 7  | 7  | 0    |  | Gambie                     | 1-0 |     | 2-2 | 1-0 |
| 3    | Congo         | 7   | 6 | 2 | 1 | 3 | 5  | 10 | -5   |  | Congo                      | 0-2 | 1-0 |     | 1-2 |
| 4    | Soudan du Sud | 3   | 6 | 1 | 0 | 5 | 5  | 13 | -8   |  | Soudan du Sud              | 1-3 | 2-3 | 0-1 |     |

### Groupe H
| Rang | Équipe        | Pts | J | G | N | P | Bp | Bc | Diff |  | Résultats (▼ dom., ► ext.) |     |     |     |     |
| ---- | ------------- | --- | - | - | - | - | -- | -- | ---- |  | -------------------------- | --- | --- | --- | --- |
| 1    | Zambie        | 13  | 6 | 4 | 1 | 1 | 12 | 6  | +6   |  | Zambie                     |     | 3-0 | 2-1 | 3-1 |
| 2    | Côte d'Ivoire | 13  | 6 | 4 | 1 | 1 | 9  | 5  | +4   |  | Côte d'Ivoire              | 3-1 |     | 3-1 | 1-0 |
| 3    | Comores       | 7   | 6 | 2 | 1 | 3 | 6  | 8  | -2   |  | Comores                    | 1-1 | 0-2 |     | 2-0 |
| 4    | Lesotho       | 1   | 6 | 0 | 1 | 5 | 1  | 9  | -8   |  | Lesotho                    | 0-2 | 0-0 | 0-1 |     |

### Groupe I
| Rang | Équipe     | Pts | J | G | N | P | Bp | Bc | Diff |  | Résultats (▼ dom., ► ext.) |     |     |     |     |
| ---- | ---------- | --- | - | - | - | - | -- | -- | ---- |  | -------------------------- | --- | --- | --- | --- |
| 1    | RD Congo   | 12  | 6 | 4 | 0 | 2 | 11 | 4  | +7   |  | RD Congo                   |     | 3-1 | 0-1 | 2-0 |
| 2    | Mauritanie | 10  | 6 | 3 | 1 | 2 | 9  | 7  | +2   |  | Mauritanie                 | 0-3 |     | 2-1 | 3-0 |
| 3    | Gabon      | 7   | 6 | 2 | 1 | 3 | 3  | 5  | -2   |  | Gabon                      | 0-2 | 0-0 |     | 1-0 |
| 4    | Soudan     | 6   | 6 | 2 | 0 | 4 | 3  | 10 | -7   |  | Soudan                     | 2-1 | 0-3 | 1-0 |     |

### Groupe J
| Rang | Équipe             | Pts | J | G | N | P | Bp | Bc | Diff |  | Résultats (▼ dom., ► ext.) |     |     |     |     |
| ---- | ------------------ | --- | - | - | - | - | -- | -- | ---- |  | -------------------------- | --- | --- | --- | --- |
| 1    | Tunisie            | 13  | 6 | 4 | 1 | 1 | 11 | 1  | +10  |  | Tunisie                    |     | 4-0 | 3-0 | 3-0 |
| 2    | Guinée équatoriale | 13  | 6 | 4 | 1 | 1 | 9  | 7  | +2   |  | Guinée équatoriale         | 1-0 |     | 2-0 | 2-0 |
| 3    | Botswana           | 4   | 6 | 1 | 1 | 4 | 3  | 9  | -6   |  | Botswana                   | 0-0 | 2-3 |     | 1-0 |
| 4    | Libye              | 4   | 6 | 1 | 1 | 4 | 2  | 8  | -6   |  | Libye                      | 0-1 | 1-1 | 1-0 |     |

### Groupe K
| Rang | Équipe         | Pts | J | G | N | P | Bp | Bc | Diff |  | Résultats (▼ dom., ► ext.) |      |      |      |      |
| ---- | -------------- | --- | - | - | - | - | -- | -- | ---- |  | -------------------------- | ---- | ---- | ---- | ---- |
| 1    | Maroc          | 9   | 4 | 3 | 0 | 1 | 8  | 3  | +5   |  | Maroc                      |      | 2-1  | 3-0  | Ann. |
| 2    | Afrique du Sud | 7   | 4 | 2 | 1 | 1 | 7  | 6  | +1   |  | Afrique du Sud             | 2-1  |      | 2-2  | Ann. |
| 3    | Liberia        | 1   | 4 | 0 | 1 | 3 | 3  | 9  | -6   |  | Liberia                    | 0-2  | 1-2  |      | Ann. |
| 4    | Zimbabwe       | 0   | 0 | 0 | 0 | 0 | 0  | 0  | 0    |  | Zimbabwe                   | Ann. | Ann. | Ann. |      |

### Groupe L
| Rang | Équipe     | Pts | J | G | N | P | Bp | Bc | Diff |  | Résultats (▼ dom., ► ext.) |     |     |     |     |
| ---- | ---------- | --- | - | - | - | - | -- | -- | ---- |  | -------------------------- | --- | --- | --- | --- |
| 1    | Sénégal    | 14  | 6 | 4 | 2 | 0 | 12 | 4  | +8   |  | Sénégal                    |     | 5-1 | 3-1 | 1-1 |
| 2    | Mozambique | 10  | 6 | 3 | 1 | 2 | 8  | 9  | -1   |  | Mozambique                 | 0-1 |     | 3-2 | 1-1 |
| 3    | Bénin      | 5   | 6 | 1 | 2 | 3 | 8  | 9  | -1   |  | Bénin                      | 1-1 | 0-1 |     | 1-1 |
| 4    | Rwanda     | 3   | 6 | 0 | 3 | 3 | 3  | 9  | -6   |  | Rwanda                     | 1-1 | 0-2 | 0-3 |     |

## Équipes qualifiées
| Rang | Équipe             | Position                                                | Date de qualification | Participation | Meilleur résultat                                      | Dernière participation (résultat obtenu) |
| ---- | ------------------ | ------------------------------------------------------- | --------------------- | ------------- | ------------------------------------------------------ | ---------------------------------------- |
| 1    | Côte d'Ivoire      | Qualifiée d'office en tant que pays hôte/2e du groupe H | 8 janvier 2019        | 25e           | Vainqueur · (1992, 2015)                               | 2021 (Huitièmes de finale)               |
| 2    | Maroc              | 1er du groupe K                                         | 24 mars 2023          | 19e           | Vainqueur · (1976)                                     | 2021 (Quarts de finale)                  |
| 3    | Algérie            | 1er du groupe F                                         | 27 mars 2023          | 20e           | Vainqueur · (1990, 2019)                               | 2021 (Premier tour)                      |
| 4    | Afrique du Sud     | 2e du groupe K                                          | 28 mars 2023          | 11e           | Vainqueur · (1996)                                     | 2019 (Quarts de finale)                  |
| 5    | Sénégal            | 1er du groupe L                                         | 28 mars 2023          | 17e           | Vainqueur · (2021)                                     | 2021 · (Vainqueur )                      |
| 6    | Burkina Faso       | 1er du groupe B                                         | 28 mars 2023          | 13e           | Finaliste · (2013)                                     | 2021 (Quatrième)                         |
| 7    | Tunisie            | 1er du groupe J                                         | 28 mars 2023          | 21e           | Vainqueur · (2004)                                     | 2021 (Quarts de finale)                  |
| 8    | Égypte             | 1er du groupe D                                         | 14 juin 2023          | 26e           | Vainqueur · (1957, 1959, 1986, 1998, 2006, 2008, 2010) | 2021 · (Finaliste )                      |
| 9    | Zambie             | 1er du groupe H                                         | 17 juin 2023          | 18e           | Vainqueur · (2012)                                     | 2015 (Premier tour)                      |
| 10   | Guinée équatoriale | 2e du groupe J                                          | 17 juin 2023          | 4e            | Demi-Finale (2015)                                     | 2021 (Quarts de finale)                  |
| 11   | Nigeria            | 1er du groupe A                                         | 18 juin 2023          | 20e           | Vainqueur · (1980, 1994, 2013)                         | 2021 (Huitièmes de finale)               |
| 12   | Guinée-Bissau      | 2e du groupe A                                          | 18 juin 2023          | 4e            | Premier tour (2017, 2019, 2021)                        | 2021 (Premier tour)                      |
| 13   | Cap-Vert           | 2e du groupe B                                          | 18 juin 2023          | 4e            | Quarts de finale (2013)                                | 2021 (Huitièmes de finale)               |
| 14   | Mali               | 1er du groupe G                                         | 18 juin 2023          | 13e           | Finaliste · (1972)                                     | 2021 (Huitièmes de finale)               |
| 15   | Guinée             | 2e du groupe D                                          | 20 juin 2023          | 14e           | Finaliste · (1976)                                     | 2021 (Huitièmes de finale)               |
| 16   | Ghana              | 1er du groupe E                                         | 7 septembre 2023      | 24e           | Vainqueur · (1963, 1965, 1978, 1982)                   | 2021 (Premier tour)                      |
| 17   | Angola             | 2e du groupe E                                          | 7 septembre 2023      | 9e            | Quarts de finale (2008, 2010)                          | 2019 (Premier tour)                      |
| 18   | Tanzanie           | 2e du groupe F                                          | 7 septembre 2023      | 3e            | Premier tour (1980, 2019)                              | 2019 (Premier tour)                      |
| 19   | Mozambique         | 2e du groupe L                                          | 9 septembre 2023      | 5e            | Premier tour (1986, 1996, 1998, 2010)                  | 2010 (Premier tour)                      |
| 20   | Mauritanie         | 2e du groupe I                                          | 9 septembre 2023      | 3e            | Premier tour (2019, 2021)                              | 2021 (Premier tour)                      |
| 21   | RD Congo           | 1er du groupe I                                         | 9 septembre 2023      | 20e           | Vainqueur · (1968, 1974)                               | 2019 (Huitièmes de finale)               |
| 22   | Gambie             | 2e du groupe G                                          | 10 septembre 2023     | 2e            | Quarts de finale (2021)                                | 2021 (Quarts de finale)                  |
| 23   | Cameroun           | 1er du groupe C                                         | 12 septembre 2023     | 20e           | Vainqueur · (1984, 1988, 2000, 2002, 2017)             | 2021 · (Troisième )                      |
| 24   | Namibie            | 2e du groupe C                                          | 12 septembre 2023     | 4e            | Premier tour (1998, 2008, 2019)                        | 2019 (Premier tour)                      |

## Statistiques

### Meilleurs buteurs
5 buts      
- Victor Osimhen
- Sadio Mané

4 buts     
- Dango Ouattara
- Louis Mafouta

3 buts    
- Mohamed El Amine Amoura
- Jorginho
- Youssef Msakni

2 buts   
- Gelson Dala
- Ibrahim Sangaré
- Mohamed Salah
- Omar Marmoush
- Mohammed Kudus
- Zinho Gano
- El Bilal Touré
- Youssef En-Nesyri
- Ayoub El Kaabi
- Aboubakar Kamara
- Terem Moffi
- Boulaye Dia
- Haythem Jouini
- Youssouf M'Changama

1 but  
- Youcef Belaïli
- Aïssa Mandi
- Ramy Bensebaini
- Mohamed El Amine Amoura
- Riyad Mahrez
- Baghdad Bounedjah
- M'Bala Nzola
- Hassane Bandé
- Stéphane Aziz Ki
- Abdoul Tapsoba
- Karl Toko-Ekambi
- Olivier Kemen
- Bendjaloud Youssouf
- Serge Aurier
- Christian Kouamé
- Franck Kessié
- Sébastien Haller
- Jean-Philippe Krasso
- Mostafa Mohamed
- Warren Babicka Shavy
- Felix Afena-Gyan
- Osman Bukari
- Antoine Semenyo
- Zidane Banjaqui
- Alfa Semedo
- Saleh Al Taher
- Mohamed Camara
- Kalifa Coulibaly
- Fayçal Fajr
- Hakim Ziyech
- Amine Harit
- Amine Adli
- Abdallahi Mahmoud
- Alex Iwobi
- Moses Simon
- Oghenekaro Etebo
- Ademola Lookman
- Emmanuel Dennis
- Youssouf Sabaly
- Iliman Ndiaye
- Habib Diallo
- Naïm Sliti
- Seifeddine Jaziri
- Ali Maaloul